# Алаеддін-бей II
Алаеддін-бей II (тур. II. Damad Bengi Alâeddin Ali Bey; д/н — після 1424) — 15-й володар Караманідського бейліку в 1419—1421 і 1423—1424 роках. Відомий також як Бенгі Ала ед-Дін Алі II.

## Життєпис
Другий син Алаеддін-бея I та Нефісе Мелек Хатун (доньки османського султана Мурада I). Народився десь наприкінці 1380-х років. 1398 року гине батько. 1399 року в фортеці Караман його мати та брат Мехмет здаються османським військам. Разом з останнім Алі було відправлено до Бурси. Тут перебував до 1402 року, коли амір Тимур в Ангорській битві переміг османське військо. Невдовзі армія аміра зайняла Бурсу, звільнивши Алі та його брата, який отримав бейлік Караманідів. Сам Алі став правителем Нігде, потрапивши у залежність від брата.
Зберігав вірність братові до початку конфлікту Мехмета з мамлюкським султаном Шайх аль-Муаядом. Останній відправив свого сина Ібрагіма проти Караманідів. За цих обставин Алі перейшов на бік мамлюків. Невдовзі увесь бейлік було захоплено. Алі було оголошено новим правителем. Він став зватися Алаеддін-бей. 1420 року Мехмет-бей зазнав поразки біля Кайсері й потрапив у полон. За цим Алаеддін-бей II захопив Конью, де ще трималися останні прихильники Мехмета.
Влада нового бея була слабою через його залежність від мамлюків. Тому вже 1421 року, коли Мехмет повернувся до Анатолії, Алаеддін-бей втратив трон, повернувшись до Нігде. 1423 року після загибелі брата Мехмет-бея II вдруге захопив владу в Коньї, де оголосив себе правителем Караманідського бейліку. Невдовзі продав порт Алайю мамлюкському султану за 5 тис. золотих динарів.
Втім вже 1424 року його небіж Ібрагім за підтримки османського султана Мурада II переміг Алаеддін-бея. Останнього було знову відправлено до Нігде, яку він тепер отримав як ікту. Подальша доля невідома.